# The Shadows and the Light
The Shadows and the Light ist ein Jazzalbum von Quin Kirchner. Die am 16. und 17. September 2019 in den Decade Studios in Chicago entstandenen Aufnahmen erschienen 2020 auf dem Label Astral Spirits.

## Hintergrund
The Shadows and the Light ist das zweite Album des Schlagzeugers Quin Kirchner nach The Other Side Of Time (2016). Während er das Eröffnungsstück „Shadow Intro“ als Solist im Mehrspurverfahren neben Schlagzeug auch Congas und Synthesizer spielte, sind die weiteren Stücke des Albums in wechselnden Besetzungen von einer All-Star-Gruppe lokaler Chicagoer Musiker eingespielt, zu der der Bassist Matt Ulery, der Tenorsaxophonist und Flötist Nate Lepine, der Wurlitzer-Spieler Rob Clearfield gehörten. Hinzu kamen der Altsaxophonist Greg Ward, der Bassklarinettist Jason Stein und der Posaunist Nick Broste (der zusammen mit Kirchner und Brian Sulpizio das Album abgemischt und mitentwickelt hat).

## Titelliste
- Quin Kirchner: The Shadows and the Light (Astral Spirits – AS135, Spacetone STR004)[2]

CD 1
1. Shadow Intro 2:14
2. Bata Chop 10:18
3. At This Point in Time 9:21
4. Rift 3:04
5. Pathways 4:41
6. Sahara 5:39
7. Star Cluster 3:49
8. Moon Vision 4:04

CD 2
1. Ecliptics 4:10
2. Planet Earth 5:02
3. Jupiter Moon 11:37
4. Horizons 2:53
5. King Korn 5:57
6. The Shadows and the Light 9:29
7. Lucid Dream 4:19

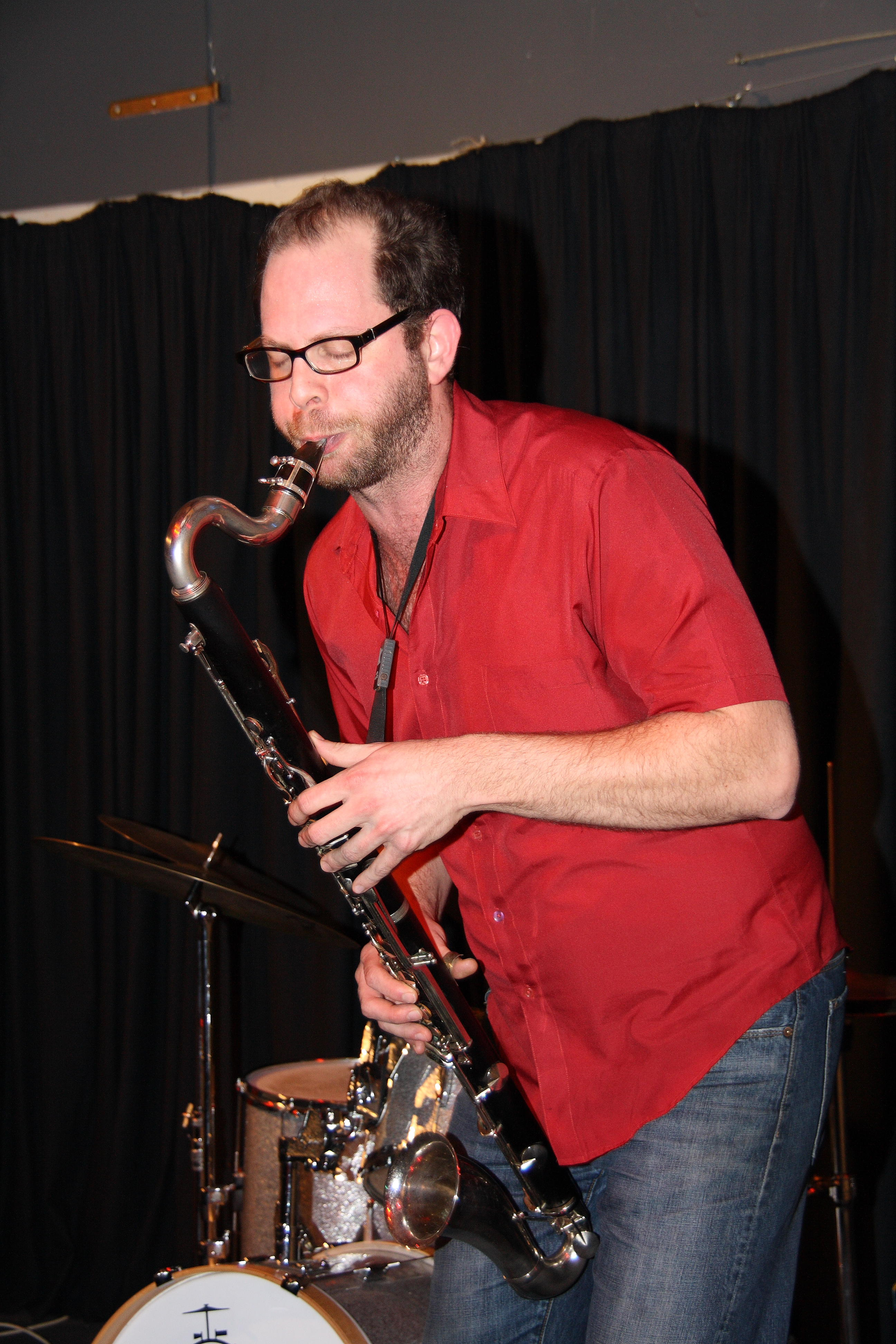
Jason Stein 2010

Alle Kompositionen stammen von Quin Kirchner, außer „At This Point In Time“ von Frank Foster, „Sahara“ von Philip Cohran, „Planet Earth“ von Sun Ra und „King Korn“ von Carla Bley.

## Rezeption
Jonathan Williger schrieb in Pitchfork, Schlagzeuger Quin Kirchner schwelge in Kontrasten und Gegenüberstellungen. Diese Eigenschaften seien tief in die Musik seines neuen Albums The Shadows and the Light eingebettet, das mit beeindruckender Geläufigkeit zwischen zahlreichen Klängen des exploratorischen Jazz hin- und herspringt. „Es gibt viele spielerische Momente sowie Passagen von Mysterium und Melancholie, und sie entfalten sich mit einer Leichtigkeit, die eine eifrige Reise durch ungleiches Gelände suggeriert. Die wilde Stilpalette des Albums drückt die Zeit zusammen und gibt gleichzeitig die Illusion, unendlich umfangreich zu sein.“ The Shadows and The Light dokumentierten zusammen mit den jüngsten Alben von Makaya McCraven, Junius Paul, Dustin Laurenzi und Tomeka Reid eine beeindruckende Renaissance der Chicagoer Jazz- und Improvisationszene, so der Autor. Kirchners Album sei mehr als nur ein Überblick über verschiedene experimentelle Idiome. Er könne die Regeln einer Vielzahl von Traditionen in seiner eigenen Sprache umschreiben und dabei die Grammatik des sich ständig verändernden Grooves und des dynamischen rhythmischen Zusammenspiels als Grundlage für seine Interpretationen heranziehen. In dieser Musik stecke zu gleichen Teilen Freude und Ehrfurcht; wenn man auf dem Album höre, wie sich Kirchner über diese Leidenschaften freue, sei es schwer, diese nicht auch zu genießen.
Mark Corroto (All About Jazz) zählt The Shadows and the Light zu den besten Jazzalben des Jahres. Nach Ansicht von Kevin Press, der das Album in All About Jazz rezensierte, sei dies „die Art von Avantgarde-Jazz-Aufnahme, die uns daran erinnert, wie viele verschiedene Möglichkeiten es gibt, etwas Schönes zu schaffen. Es ist die Band von ihrer besten Seite: warm, schwer und ganz in die Musik verliebt.“ Ebenfalls in All About Jazz stellte Mark Corroto Vergleiche mit der Rezeption von Francis Ford Coppolas Vietnamkriegs-Film Apocalypse Now (1979) und Joseph Conrads 1899 erschienenem Buch Heart of Darkness an. Dort könne sich ein Wald vor lauter Bäumen-Problem einstellen, wenn man das Werk nicht als Ganzes sehe. Kirchner baue dieses Album als Chronik, eine Sammlung von Erzählungen und das Mischen oder das Herauspflücken von Tracks würde die Erfahrung sicherlich schmälern. Das Ganze sei viel mehr als nur Teile.
Nach Ansicht des Chicago Reader erforsche Kirchner „Klang und Visualisierung durch eindrucksvolle Stücke, die über die greifbare Realität hinausgehen, und fügt zusätzlichen Kontext mit lebendigen Titeln wie ‚Lucid Dreams‘, ‚Jupiter Moon‘ und ‚Horizons‘ hinzu.“ The Shadows and the Light sei eine eng umrissene Traumwelt, die Kirchners kreativen Geist sowie die Ernsthaftigkeit und Raffinesse zeige, die er auf den Tisch bringt – man könne praktisch hören, wie sich die Zahnräder systematisch in seinem Kopf von Spur zu Spur bewegten. Das alles funktioniere, weil Kirchner ein starker Musiker sei, so der Autor, der es verstehe, „Exzentrik in etwas zu verwandeln, das verschiedene Hörer ansprechen kann, und nicht nur Jazzliebhaber.“